# Викокомико

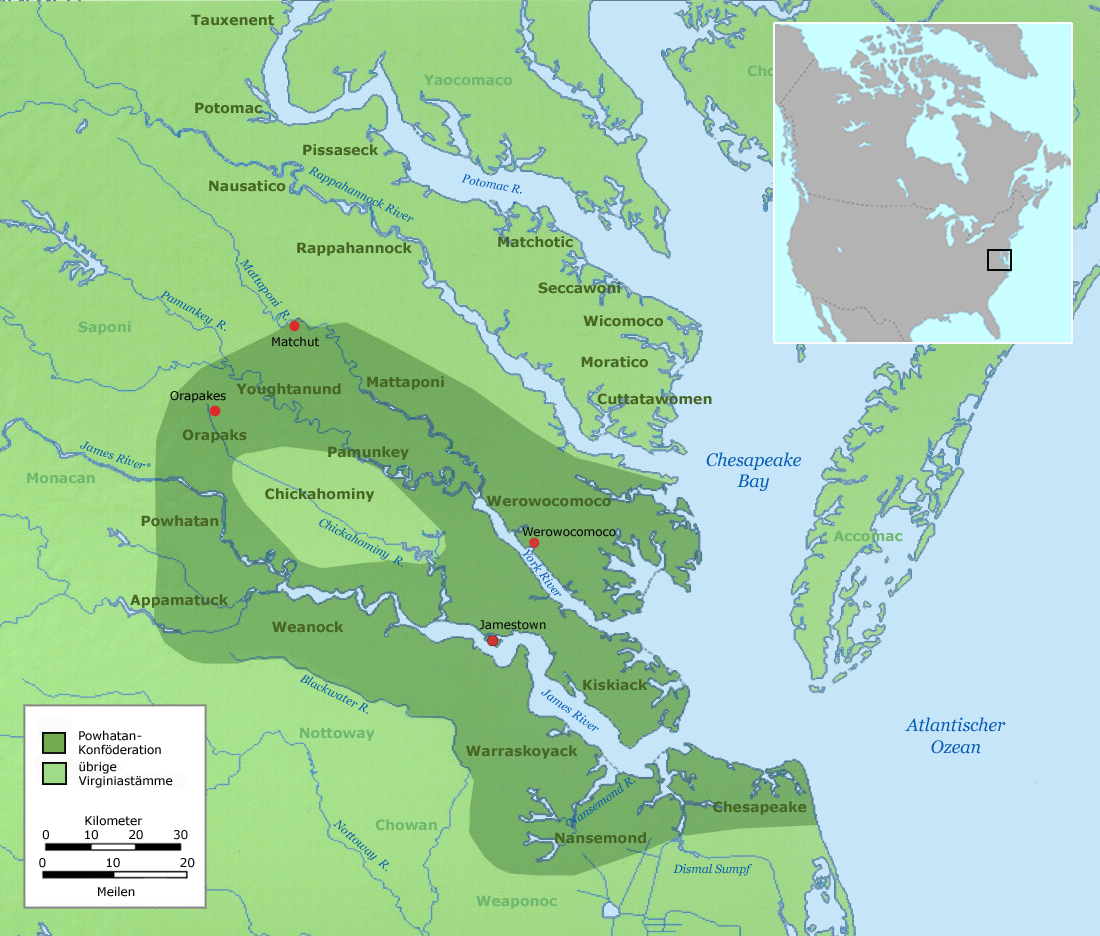
Традиционная территория викокомико (Wicomoco) и соседних племён

Викокомико (англ. Wicocomico), также викомоко, викомико — племя североамериканских индейцев алгонкинской языковой группы, к моменту прихода европейцев проживало на территории современного американского штата Виргиния.

## История
Викокомико было одним из первым индейских племён, с которым столкнулся английский исследователь и путешественник Джон Смит.  Он отметил, что они жили вдоль южного берега реки Потомак и их поселение насчитывало около 130 человек. В 1607 году, когда английские колонисты основали Джеймстаун, викокомико проживали на территории современного округа Нортамберленд.
Из-за постоянных посягательств и манипуляций со стороны английских поселенцев, а также внутреннего конфликта по поводу того, как реагировать на притязания европейцев, племя раскололось. Примерно между 1652 и 1655 годами окружной суд Нортамберленда постановил племенам викокомико и секакавон объединиться и переселиться немного южнее реки Грейт-Викомико. Им было выделено по 50 акров на каждого воина, в общей сложности 4400 акров (18 км²) возле Дивидинг-Крик. Объединившиеся племена приняли название викокомико, поскольку это племя было самым многочисленным. К 1659 году племя секакавон покинуло резервацию, но к тому времени губернатор Виргинии Сэмюэл Мэтьюз получил право собственности на старые земли викокомико около реки Грейт-Викомико. Английские поселенцы стали вторгаться на земли резервации викокомико и селиться на индейской территории. Всего за 50 лет все права коренных американцев на эти земли были аннулированы, а племя было почти истреблено. К 1705 году оставалось только три члена племени, и все они арендовали землю у англичан на территории, которая когда-то была их резервацией.